# أنطون كرالي
أنطون كرالي (بالسويدية: Anton Kralj)‏ هو لاعب كرة قدم سويدي، ولد في 12 مارس 1998 في السويد. شارك مع منتخب السويد تحت 21 سنة لكرة القدم. أما مع النوادي، فقد لعب مع غيفلي ونادي ساندفيورد ونادي مالمو.

## وصلات خارجية
- أنطون كرالي على موقع اتحاد السويد (السويدية)
- أنطون كرالي على موقع قاعدة بيانات كرة القدم.إي يو (الإنجليزية)
- أنطون كرالي على موقع Soccerway.com (الإنجليزية)